# Rezlerka
Rezlerka – wieś w Polsce, położona w województwie mazowieckim, w powiecie gostynińskim, w gminie Pacyna.
13 lipca 2009 roku miejscowość liczyła 42 mieszkańców.
Do 2024 r. miejscowość była częścią wsi Janówek. W latach 1975–1998 miejscowość administracyjnie należała do województwa płockiego.